# Gastone Nencini
Gastone Nencini (Barberino di Mugello, Toscana, 1 de març de 1930 - Florència, 1 de febrer de 1980) va ser un ciclista italià que fou professional entre 1953 i 1965. Era anomenat el lleó de Mugello.
Durant la seva carrera esportiva aconseguí 23 victòries, entre elles el Giro d'Itàlia de 1957 i el Tour de França de 1960. Va ser el primer guanyador del Tour i del Giro que va participar en la Volta a Catalunya.

## Palmarès
- 1953
  - 1r al Gran Premi Ciutat de Camaiore
  - 1r al Giro del Casentino
- 1954
  - 1r de la Copa Campagni a Barberino
  - 1r del Gran Premi de Porretta Terme
- 1955
  - 1r a Locarno (amb Pietro Giudici i Agostino Coletto)
  - Vencedor de 2 etapes al Giro d'Itàlia i del  Gran Premi de la Muntanya
- 1956
  - Vencedor d'una etapa al Tour de França
  - 1r del Circuit de les Tres Valls Varesines
- 1957
  -  1r del Giro d'Itàlia
  - 1r al Giro de la Província de Reggio de Calàbria
  - Vencedor de 2 etapes al Tour de França i del  Gran Premi de la Muntanya
- 1958
  - Vencedor de 2 etapes al Giro d'Itàlia
  - Vencedor d'una etapa al Tour de França
  - 1r del Premi de Lokeren
  - 1r del Premi d'Omegna
- 1959
  - Vencedor d'una etapa al Giro d'Itàlia
  - Vencedor d'una etapa del Gran Premi Ciclomoturístic
- 1960
  -  1r del Tour de França
  - Vencedor de 2 etapes al Giro d'Itàlia
  - 1r del Gran Premi de Niça
  - 1r del Premi de Montélimar
- 1961
  - 1r del Premi d'Acireale

### Resultats al Giro d'Itàlia
- 1955. 3r de la classificació general. Vencedor de 2 etapes.  1r del Gran Premi de la Muntanya
- 1956. Abandona
- 1957.  1r de la classificació general
- 1958. 5è de la classificació general i vencedor de 2 etapes
- 1959. 10è de la classificació general i vencedor d'una etapa
- 1960. 2n de la classificació general i vencedor de 2 etapes
- 1962. 13è de la classificació general
- 1963. Abandona
- 1964. Abandona

### Resultats al Tour de França
- 1956. 22è de la classificació general i vencedor d'una etapa
- 1957. 6è de la classificació general. Vencedor de 2 etapes.  1r del Gran Premi de la Muntanya
- 1958. 5è de la classificació general i vencedor d'una etapa
- 1960.  1r de la classificació general. Porta el mallot groc durant 14 dies
- 1962. Abandona (14a etapa)

### Resultats a la Volta a Espanya
- 1955. 18è de la classificació general
- 1957. 9è de la classificació general
- 1958. Abandona